# TVP Polonia
TVP Polonia (TVP Польония, до 2003 года — TV Polonia) — международный канал Общественного телевидения Польши Telewizja Polska (TVP). Телеканал создан при поддержке Польского МИДа и вещает из Варшавы. TVP Polonia предназначен для представителей польской диаспоры в других странах. Сетку канала составляют программы TVP.

## Распространение
TVP Polonia доступен для просмотра во многих странах через спутниковое и кабельное телевидение. Также канал можно принимать не закодированным со многих спутников.

## Передачи

### Сделано в Польше
Сделано в Польше — интерактивное шоу на телеканале TVP Polonia. Тематика — история и культура Польши.

### Польско@польский словарь
Польско@польский словарь (пол. Słownik polsko@polski) — шоу, отслеживающее правила польского языка в СМИ.

### Неразведанные сокровища
Неразведанные сокровища (пол. Skarby Nieodkryte) — интерактивное шоу, главная идея которого — путешествие по Польше с целью поиска сокровищ.

### Люди пишут письма
Люди пишут письма (пол. Ludzie listy piszą) — шоу, помогающее людям восстановить связь со знакомыми, родственниками в Польше и за границей.

### Полония 24
Полония 24 (пол. Polonia 24) — ток-шоу, основные темы которого — актуальные вопросы, злободневные темы для польской диаспоры.